# Igreja Presbiteriana Evangélica Sudanesa
A Igreja Presbiteriana Evangélica Sudanesa  (em Inglês: Sudan Evangelical Presbyterian Church) é uma denominação reformada presbiteriana no Sudão formada a partir de missões americanas no país, com suporte da Igreja Evangélica do Egito.
A denominação é conhecida pelo seu trabalho educacional e pela luta pela liberdade religiosa no país.

## História
Em 1902, o Rev. Kelly Giffen e HT McLaughlin fundaram a primeira igreja presbiteriana em Cartum. Posteriormente, os missionários se deslocaram para o Sudão do Sul e deixaram as missões sobre os cuidados da Igreja Evangélica do Egito.
Nos anos seguintes, a denominação se tornou autônoma e se espalhou tanto no norte, como no sul do país. Em 2004, era formada por 24 igrejas e 8.000 membros.
Depois da independência do Sudão do Sul, em 2011, as igreja da denominação no novo país formaram a Igreja Presbiteriana Evangélica Sul-Sudanesa.

### Perseguição religiosa
Na década de 2010, o governo do Sudão promoveu a demolição e confisco de edifícios da igreja, prisão de membros da igreja, entre outros atos de violência, o que foi considerado ato de perseguição religiosa por observadores internacionais.
Em 2023, uma igreja da denominação foi bombardeada pelas forças armadas do Sudão em Omdurman.

## Doutrina
A igreja subscreve a Confissão de Fé de Westminster, Credo dos Apóstolos e Credo Niceno.